# Radamés
Radamés, właśc. Radamés Martins Rodrigues da Silva (ur. 17 kwietnia 1986 w Rio de Janeiro) – brazylijski piłkarz, występujący na pozycji defensywnego pomocnika w Boa.
Od 2007 związany jest z modelką Viviane Araújo.

## Kariera klubowa
Radamés rozpoczął piłkarską karierę we Fluminense FC w 2005. W kolejnych latach był regularnie wypożyczany do innych klubów. W latach 2006–2007 był wypożyczony do EC Juventude a w 2007–2008 w Náutico Recife. W 2008 wyjechał do Zjednoczonych Emiratów Arabskich do Al-Jazira.
Przed początkiem sezonu 2009 powrócił jednak do Brazylii do Fluminense FC.  Z klubem z Rio de Janeiro dotarł do finału Copa Sudamericana 2009, w którym Fluminense uległo ekwadorskiemu LDU Quito.
Od stycznia do grudnia 2010 był zawodnikiem Botafogo Ribeirão Preto. W 2011 był zawodnikiem Volta Redonda FC. Od stycznia 2012 jest zawodnikiem drugoligowego klubu Boa Ituiutaba.

## Sukcesy
- Fluminense
  - Campeonato Carioca: 2005
- Boa
  - Taça Minas Gerais: 2012